# Brisaster townsendi
Brisaster townsendi is een zee-egel uit de familie Schizasteridae.
De wetenschappelijke naam van de soort werd in 1898 gepubliceerd door Alexander Agassiz.